# Steinsmühle
Die Steinsmühle war eine Wassermühle mit einem unterschlächtigen Wasserrad am Oberlauf der Niers im Mönchengladbacher Stadtteil Odenkirchen im Regierungsbezirk Düsseldorf.

## Geographie
Die Steinsmühle hatte ihren Standort auf der linken Seite der Niers, an der Steinsstraße, im Mönchengladbacher Stadtteil Odenkirchen. Oberhalb befand sich die Papiermühle Odenkirchen, unterhalb die Eickesmühle. Das Gelände, auf dem das Mühlengebäude stand, liegt auf einer Höhe von ca. 56 m über NN.

## Gewässer
Die Niers (GEWKZ 286) in ihrem alten Flussbett versorgte bis zur Flussbegradigung über Jahrhunderte zahlreiche Mühlen mit Wasser. Die Niers entspringt in Kuckum, einem Ortsteil der Stadt Erkelenz. Bis zur Mündung in die Maas bei Gennep (Niederlande) hat die Niers eine Gesamtlänge von 117,668 km und ein Gesamteinzugsgebiet von 1.380,630 km2. Die Quelle liegt bei 73 m ü. NN, die Mündung bei 9 m ü. NN. Die Pflege und der Unterhalt des Gewässers obliegt dem Niersverband.

## Geschichte
Die Steinsmühle findet ihre Namensableitung von der Mühle am Stein, einem alten Turm oder einem Kastell, das mit einem untergegangenen karolingischen Gutshof Geisfurt in Verbindung gebracht wird. Wahrscheinlich ist sie jene Mühle, die 1158 an das Stift St. Georg in Köln gekommen ist. 1560 wird die Mühle als Ölmühle bewirtschaftet, 1764 wurde sie als Öl- und Walkmühle von den Herren Greeven und Weidenfeld gekauft um sie als Papiermühle zu nutzen. Die Kurfürstliche Hofkammer in Bonn erteilte die Konzession für jährlich sechs Riz Papier (ein Ries = 480 Bogen Papier 20 × 24). Ob der Umbau stattgefunden hat, ist nicht bekannt. 1833 wird die Mühle als Öl-, Frucht- und Lohmühle betrieben. Bei einem Bombenvolltreffer im Jahre 1944 fanden der Eigentümer Heinz Strasser und acht seiner Mitarbeiter den Tod. Die Mühle wurde noch einmal aufgebaut, im Jahre 1969 jedoch wegen fehlender Rentabilität geschlossen. Mit der Niederlegung der Gebäude ging eine 800-jährige Geschichte zu Ende.

## Galerie

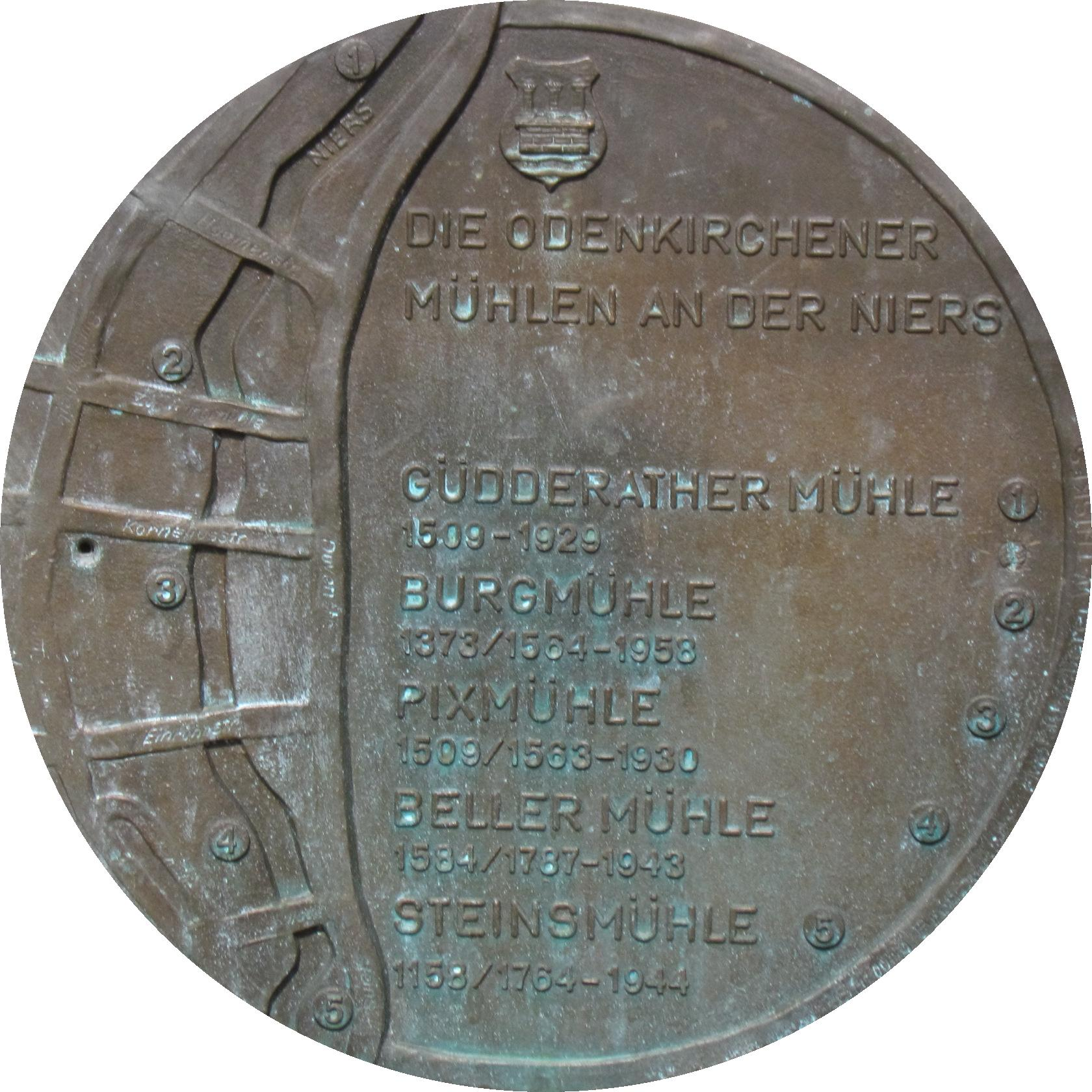
Die Odenkirchener Mühlen an der Niers
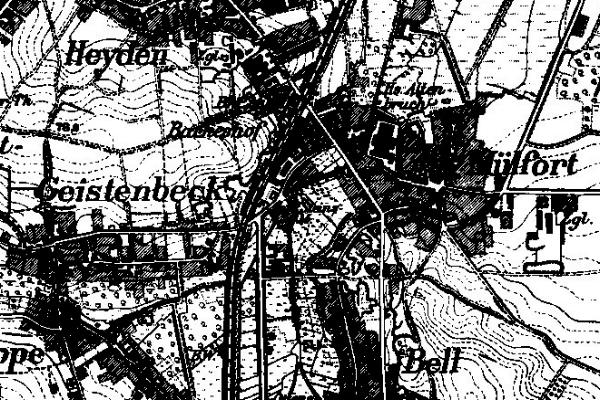
Die Steinsmühle auf der Karte Neuaufnahme von 1912
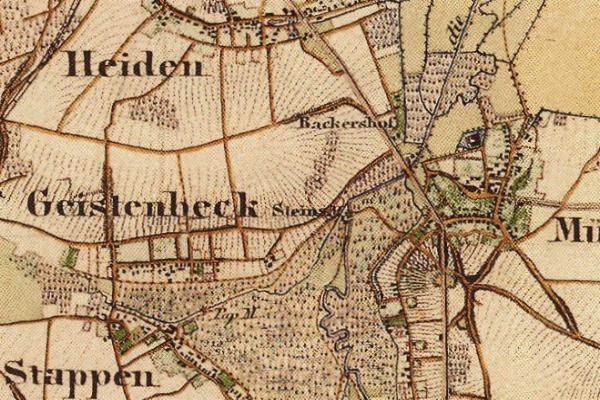
Die Steinsmühle auf der Urkatasterkarte von 1846
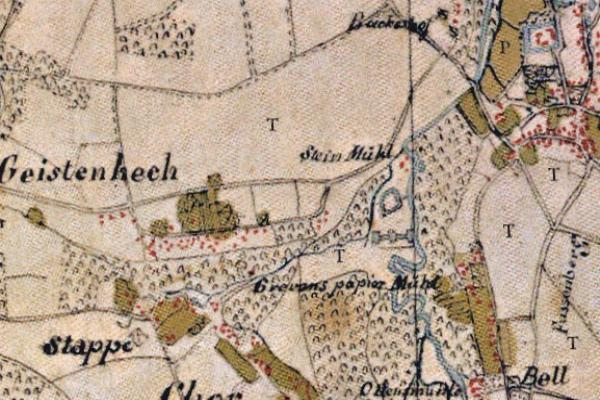
Die Steinsmühle als Stein Mühl auf der Tranchotkarte 1803–1820